# Georg Mau
Georg Mau (* 31. Dezember 1880 in Boddin; † 19. Juli 1967 in Schongau) war ein deutscher Klassischer Philologe und Gymnasiallehrer.

Georg Mau stammte aus einer weitverzweigten mecklenburgischen Beamten- und Pastorenfamilie. Sein Vater war der ehemalige Schulrektor und Pastor Wilhelm Mau (1850–1929), der Sohn des Schweriner Dompredigers Christoph Joachim Friedrich Mau (1822–1883); seine Mutter Friederike geb. Sattler (1861–1883) starb, als Georg noch klein war. Georg Mau empfing den ersten Unterricht von seinem Vater, besuchte ab 1895 die Domschule Güstrow und studierte ab März 1900 Klassische Philologie in Heidelberg, Leipzig und Straßburg, wo ihn besonders der Harnack-Schüler Karl Johannes Neumann prägte. Bei ihm wurde er am 2. März 1904 mit einer Dissertation über die Religionsphilosophie des Kaisers Julian Apostata zum Dr. phil. promoviert. Am 24. und 25. Februar 1905 legte Mau die Lehramtsprüfung in den Fächern Griechisch, Latein, Philosophische Propädeutik und Geschichte ab.
Den Vorbereitungsdienst für das höhere Lehramt absolvierte Mau am Königlichen Katholischen Gymnasium in Gleiwitz, wo er eine Oberlehrerstelle vertrat. Zum 1. April 1907 wechselte er als Oberlehrer an das Städtische Gymnasium in Gleiwitz; im selben Jahr heiratete er in der Rostocker Nikolaikirche Eva Raspe (1882–1949), mit der er vier Kinder bekam. Von 1915 bis 1918 nahm Mau am Ersten Weltkrieg teil. 1918 erhielt er das mecklenburgische Militärverdienstkreuz.
Zum 8. August 1933 wechselte Mau als Oberstudienrat an die Augusta-Viktoria-Schule in Liegnitz, wo er am 1. Juli 1940 zum Direktor ernannt wurde. Gegen Ende des Zweiten Weltkriegs floh Mau mit seiner Gattin und den Kindern 1945 aus Liegnitz. Auch nach seiner Pensionierung unterrichtete er noch einige Jahre an der Oberschule in Bernburg (Saale) und an der Landesschule Pforta. Seinen Lebensabend verbrachte er bei guter Gesundheit in der bayerischen Stadt Schongau.

## Schriften (Auswahl)
- Die Religionsphilosophie Kaiser Julians in seinen Reden auf den König Helios und die Göttermutter. Erstes Kapitel: König Helios. Leipzig 1906 (Dissertation)
- Die Religionsphilosophie Kaiser Julians in seinen Reden auf König Helios und die Göttermutter. Mit einer Übersetzung der beiden Reden. Leipzig 1907 (erweiterte Dissertation)
- Julian in Ibsens „Kaiser und Galiläer“ (Kapitel 1: Caesars Abfall). Liegnitz 1909 (Schulprogramm)
- Griechisches Vokabular nach Wortfamilien geordnet. Leipzig / Berlin 1914
- Iamblichos 3. In: Paulys Realencyclopädie der classischen Altertumswissenschaft (RE). Band IX,1, Stuttgart 1914, Sp. 645–651.